# Ishoʿyahb IV bar Ezechiel
Ishoʿyahb bar Ezechiel (Dur Qunni, ... – Baghdad, 14 maggio 1025) è stato un vescovo cristiano orientale siro, vescovo di al-Qasr e della regione di Nahrawanat, e patriarca della Chiesa d'Oriente tra il 1021 e il 1025.

## Biografia
Nativo di Dur Qunni, Ishoʿyahb, figlio di Ezechiele, era vescovo di al-Qasr e della regione di Nahrawanat quando morì il patriarca Giovanni VI il 21 luglio 1020. Versò una tangente per ottenere l'appoggio di un governatore locale; questi minacciò di far annegare tutti gli oppositori, se i vescovi non lo avessero eletto patriarca. Il sinodo dei vescovi dovette perciò eleggerlo, nei primi mesi del 1021, anche se molti vescovi lo radiarono dai dittici della Chiesa d'Oriente. Elia di Nisibi scrisse una lettera contro l'illegittimità della sua elezione.
Willem C. van Unnik attribuisce a Ishoʿyahb IV un'opera sull'eucaristia costituita da 123 domande e risposte, in precedenza attribuita a Ishoʿyahb III.
Il patriarca morì il 14 maggio 1025 e fu sepolto nella chiesa di Nostra Signora (al-Kursi) del quartiere di Dar al-Rum di Baghdad.
La sede patriarcale rimase vacante per tre anni prima dell'elezione del suo successore, Elia I.